# 선운천
선운천(禪雲川)은 전북특별자치도 고창군 아산면 삼인리에서 발원하여 주진천에 유입되는 전북특별자치도의 하천이다. 하천연장은 6km이며, 유역면적은 13.32km2이다. 상류에는 도솔제가 있으며, 하류에는 농경지가 형성되어 있다.